# Atlantisz 2. – Milo visszatér
Az Atlantisz 2. – Milo visszatér (eredeti cím: Atlantis: Milo's Return) 2003-ban megjelent amerikai 2D-s számítógépes animációs film, amely a 2001-ben bemutatott Atlantisz – Az elveszett birodalom című animációs film folytatása. Az animációs játékfilm rendezői Victor Cook, Toby Shelton és Tad Stones, producere Michael Karafilis. A forgatókönyvet Thomas Hart és Henry Gilroy írta, a zenéjét Don Harper szerezte. A videofilm a Walt Disney Pictures és a DisneyToon Studios gyártásában készült, a Walt Disney Home Video forgalmazásában jelent meg. Műfaja fantasy kalandfilm.
Amerikában 2003. május 20-án, Magyarországon 2003. november 11-én adták ki DVD-n és VHS-en.

## Cselekmény
Első expedíciójuk során Milo és csapata megtalálta a sokáig csak legendának hitt vízalatti várost, Atlantiszt, és sikeresen megmentették a bukott birodalmat, valamint annak lakóit. Milo, új barátnője, Kida, valamint a legénység azonban nem pihenhet sokáig, hiszen három vadonatúj kaland vár rájuk.
A csapat kénytelen elhagyni a biztonságos Atlantiszt, mert a felszínen ismét titokzatos és gonosz erők működnek elpusztításukon. Poros sivatagokon, végtelen jégmezőkön, hegyeken és tengereken átívelő hihetetlen kalandjaik során hatalmas tengeri szörnyekkel, szellemekkel és csupán legendákból ismert félelmetes lényekkel kell megküzdeniük. Kida időközben felfedezi Atlantisz kristályainak lélegzetelállító erejét és el kell döntenie, hogy Atlantisz Szívének erejét megossza-e a világgal, vagy bölcsebb dolog elrejteni a mágikus követ...

## Szereplők
| Szereplő                             | Eredeti hang                                            | Magyar hang       |
| ------------------------------------ | ------------------------------------------------------- | ----------------- |
| Milo James Thatch                    | James Arnold Taylor                                     | Markovics Tamás   |
| Milo James Thatch                    | Atlantisz új hercege.                                   |                   |
| Kidagakash 'Kida' királynő           | Cree Summer                                             | Haumann Petra     |
| Kidagakash 'Kida' királynő           | Atlantisz hercegnője.                                   |                   |
| Preston B. Whitmore                  | John Mahoney                                            | Dobránszky Zoltán |
| Preston B. Whitmore                  | A milliárdos emberbarát.                                |                   |
| Audrey Rocio Ramirez                 | Jacqueline Obradors                                     | Bálint Sugárka    |
| Audrey Rocio Ramirez                 | A fiatal Puerto Ricó-i műszerész.                       |                   |
| Nővér                                | Jacqueline Obradors                                     | Riha Zsófi        |
| Nővér                                | Dr. Joshua Strongbear Éjdes ápolónője.                  |                   |
| Vincenzo 'Vinny' Santorini           | Don Novello                                             | Trokán Péter      |
| Vincenzo 'Vinny' Santorini           | Az olasz robbantási szakértő.                           |                   |
| Gaetan 'Mole' Moliere                | Corey Burton                                            | Besenczi Árpád    |
| Gaetan 'Mole' Moliere                | A francia geológus, ásványtudós és alagútásó szakember. |                   |
| Dr. Joshua Strongbear Éjdes          | Phil Morris                                             | Galambos Péter    |
| Dr. Joshua Strongbear Éjdes          | Az afro-amerikai és indián származású orvos.            |                   |
| Wilhelmina Bertha Packard            | Florence Stanley                                        | Tábori Nóra       |
| Wilhelmina Bertha Packard            | A hírközlési női szakember.                             |                   |
| Jebidiah Allardyce 'Süti' Farnsworth | Steven Barr                                             | Kristóf Tibor     |
| Jebidiah Allardyce 'Süti' Farnsworth | A veterán szakács.                                      |                   |
| Edgar Volgud                         | Clancy Brown                                            | Szélyes Imre      |
| Edgar Volgud                         |                                                         |                   |
| Inger                                | Jean Gilpin                                             | Spilák Klára      |
| Inger                                |                                                         |                   |
| Ashton Carnaby                       | Thomas F. Wilson                                        | Bácskai János     |
| Ashton Carnaby                       |                                                         |                   |
| Chakashi                             | Floyd Red Crow Westerman                                | Kun Vilmos        |
| Chakashi                             |                                                         |                   |
| Sam McKeane                          | Jeff Bennett                                            | Baranyi László    |
| Sam McKeane                          |                                                         |                   |
| Erik Hellstrom                       | William Morgan Sheppard                                 | Varga Tamás       |
| Erik Hellstrom                       |                                                         |                   |
| Obby                                 | Frank Welker                                            | saját hangján     |
| Obby                                 | A lila lávakutya, Milo és Kida háziállata.              |                   |

További magyar hangok: Imre István, Kajtár Róbert, Kapácsy Miklós, Lázár Sándor